# Copricapo

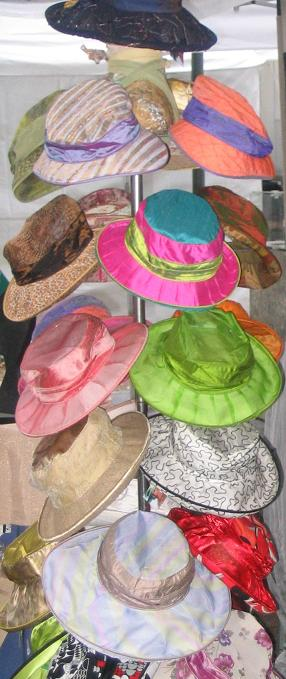
Cappelli da donna

Il copricapo è un capo di abbigliamento destinato a coprire in modo parziale o totale la testa. Serve per proteggersi dall'eventuale sole, freddo, pioggia oppure per uso estetico o per una protezione igienica, oppure ancora a scopi sociali.
È costituito solitamente da una visiera o da una tesa, o ala, o falda, e dalla cupola, o corona. La tesa copre la base della cupola, ossia la parte del cappello a forma di calotta, troncoconica oppure ovale. La visiera è la parte sporgente di alcuni tipi di cappello, solitamente quelli sportivi. La tesa può essere piana o incurvata, con o senza bordura. La cupola può essere superiormente convessa, recare 4 pizzicotti, essere incavata nella sua lunghezza o presentare una calotta (o convessità: C-crown) in cima alla corona; può presentare altresì due pizzicottature laterali. Alla base esterna della cupola può essere presente una fascia o nastro, o cinturino o puggaree di seta pesante, gros-grain o pelle, con un nodo o fiocco alla sinistra; alla base interna della cupola può essere cucito un nastro di cuoio, lana o stoffa; nei cappelli invernali l'interno della cupola è solitamente foderato con stoffa.
Molti sono i materiali adatti a costituire un copricapo, quello universalmente utilizzato è il feltro.

## Storia

Berretto conico a rete per i capelli. Egitto bizantino, tra il 400 e il 642. Museo Egizio di Torino.

Nell'antico Egitto il faraone ricopriva la parrucca con un berretto rosso o una tiara bianca; invece in Mesopotamia erano diffusi turbanti o berretti di pelliccia, così come nell'antica Palestina i sacerdoti ebrei indossavano un cappello conico bianco. Se nell'età minoica le donne cretesi idearono forme varie e bizzarre, nell'antica Grecia e nell'antica Roma invece l'uso del cappello perse ogni importanza.
Durante il Medioevo le donne impreziosivano i cappelli con nastrini colorati intrecciati o con fiori, invece per gli uomini era previsto un grande cappuccio che ricadeva sulle spalle, sostituito dal Trecento da un berretto caratterizzato da un codino che poteva cadere a destra o a sinistra a seconda della posizione politica e sociale. Proprio il Trecento diede le origini al cappello moderno ed il Rinascimento elevò questa usanza grazie alla sontuosità dei materiali e delle forme usati. Mentre per gli uomini era d'obbligo, nel Quattrocento l'uso femminile del cappello era assai raro: le donne preferivano mostrare elaborate acconciature, completate da retine, veli o cuffie, mentre ai cappelli era riservata una funzione protettiva dal sole o dalle intemperie; una delle poche donne ad usare cappelli non per la loro funzionalità ma per puro scopo estetico fu, in quel periodo, la duchessa di Milano Beatrice d'Este, non a caso anticipatrice della moda del Cinquecento.
Con l'introduzione delle parrucche il cappello assunse dimensioni sempre più mastodontiche e per gran parte del Settecento si impose il tricorno con le caratteristiche tre punte sostituito, a partire dagli anni '70, dal bicorno. Dopo il breve periodo rivoluzionario che pretese un ritorno alla semplicità, nell'Ottocento per gli uomini si diffuse una moda sobria, mentre per le donne invece dilagò la bizzarria e la stravaganza.
Nel Novecento nacquero le bombette, le pagliette e il floscio che ebbero una grande popolarità per tutto il secolo. 
Celebri sono i cappelli indossati dalla regina Elisabetta II che, sembra, dal giorno della sua incoronazione, come ricorda il settimanale francese 'Point de vue', ne abbia indossati oltre cinquemila. Tutti diversi l'uno dall'altro.

Parrucca femminile di Merit, da tomba TT8. Nuovo Regno dell'Egitto, tra il 1425 e il 1353 a.C. Museo Egizio di Torino

## L'industria del cappello e dei copricapi

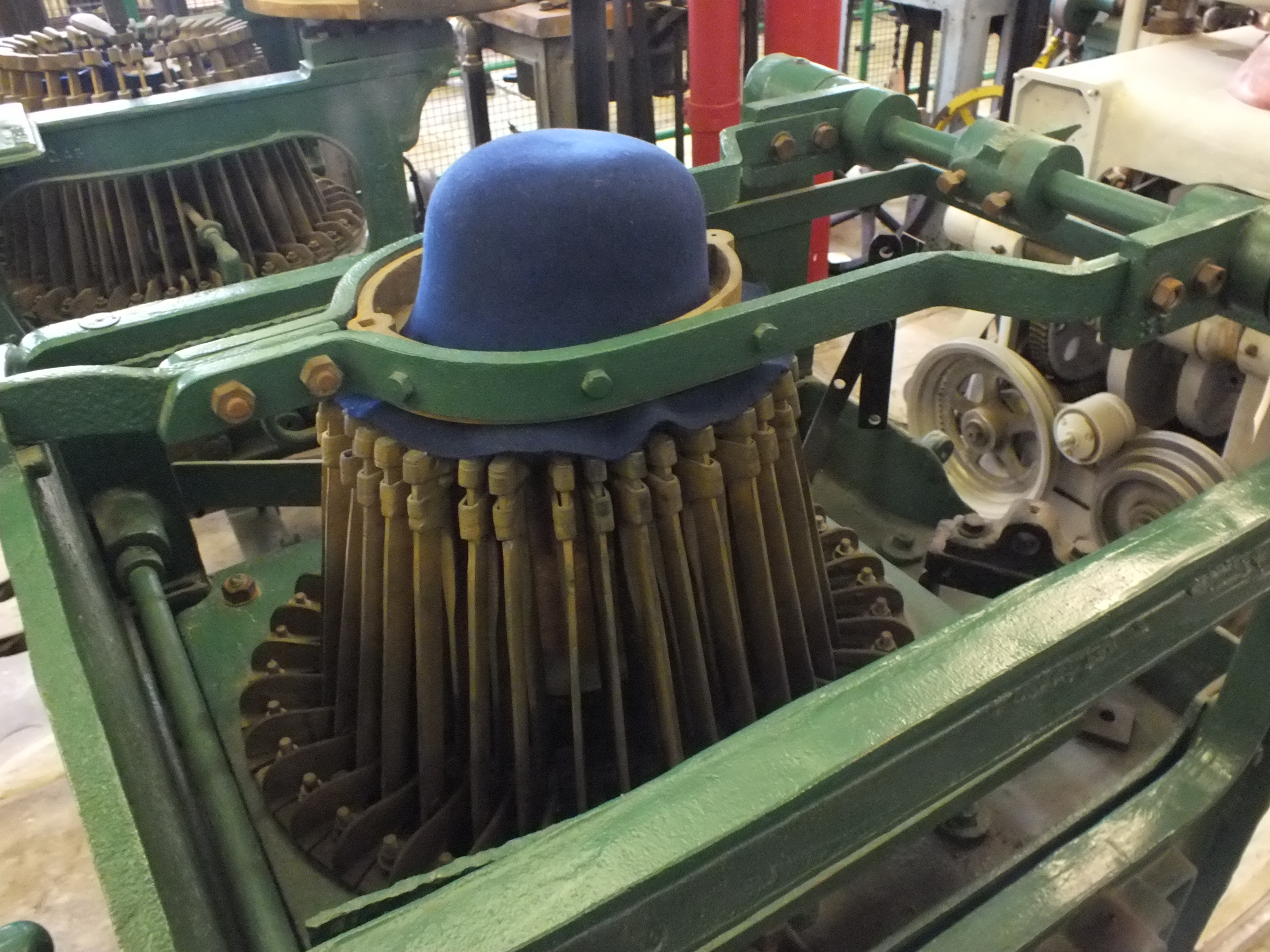
Una macchina per la produzione di cappelli in feltro - Hat Works museum, Stockport (Inghilterra).

Nella seconda metà del XIX secolo l'industria della lavorazione del feltro di lana e della conseguente produzione di cappelli aveva trovato un'importante fioritura a Monza. I numerosi cappellifici monzesi avevano raggiunto grande notorietà, giungendo ad esportare manufatti in tutto il mondo.
Un prodotto che copriva una fascia più alta di qualità era quello basato sul feltro di pelo di coniglio. Non va dimenticata la Borsalino, azienda di Alessandria produttrice di cappelli esportati in tutto il mondo.
Oggi il più importante distretto del cappello italiano ed europeo si trova nelle Marche, nelle province di Fermo e Macerata, fra i piccoli comuni di Montappone e Massa Fermana, Monte Vidon Corrado, Falerone, Mogliano, Loro Piceno, Sant'Angelo in Pontano. Qui viene prodotto il 70% circa di tutti i berretti nazionali, grazie a un centinaio di aziende, compreso l'indotto, che producono berretti per grandi firme internazionali o hanno sviluppato loro linee personali.
Ricerche di mercato stimano che per il 2023 il giro di affari globale abbia superato i 26 miliardi di dollari con previsioni per il 2028 di raggiungere i 36 miliardi di dollari. Il mercato con il più alto tasso di crescita previsto è quello Nord Americano.

## Tipi di copricapo
- Acidaro
- Bandana
- Camauro
- Capigliara

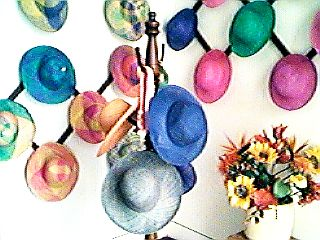
Cappelli messicani

- C-crown (con calotta per la testa in cima alla corona)
- Durag
- Fitted
- Galero
- Kefiah
- Kippah
- Mitra
- Papalina
- Pileo
- Pork pie hat (corona ovale e stretta falda curva)
- Saturno
- Tiara
- Turbante
- Zucchetto

### Berretti
- Basco
- Berretta
- Berrita
- Berretto da baseball
- Berretto da fumo
- Berretto frigio
- Berretto invernale o berretto di maglia (beanie in inglese)
- Colbacco
- Coppola
- Chullo
- Fez
- Kepi o Chepì
- Máscara (di provenienza e fattura simile al chullo, ma atto a coprire tutto il volto, con due fori per gli occhi, uno per il naso e uno per la bocca)
- Passamontagna
- Sciaccò
- Shashia
- Stupida
- Tocco
- Toque o berretto di lana
- Toque blanche (berretto da cuoco)

### Cappelli
- Berretto frigio
- Bicorno
- Bombetta
- Boonie hat
- Borsalino
- Cappello a cono di paglia
- Cappello da cowboy
- Cappello di paglia
- Causia
- Cilindro
- Cloche
- Panama
- Fedora
- Gibus
- Lobbia
- Paglietta
- Pamela
- Petaso
- Sombrero
- Sud-ovest (o nord-ovest)
- Topi
- Tricorno
- Trilby (simile a un borsalino/fedora, ma ha di solito un bordo più corto e il retro del bordo è più alzato)
- Tuba

## Galleria d'immagini

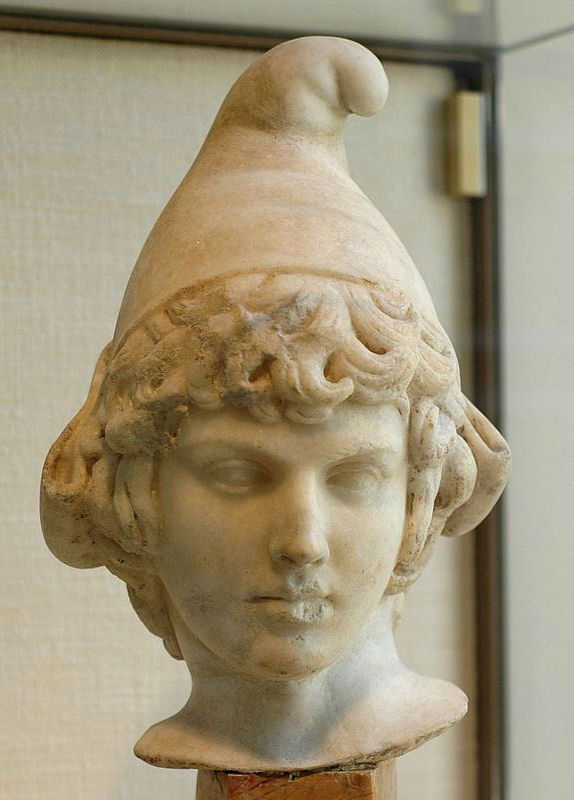
Berretto frigio. Italia, II secolo
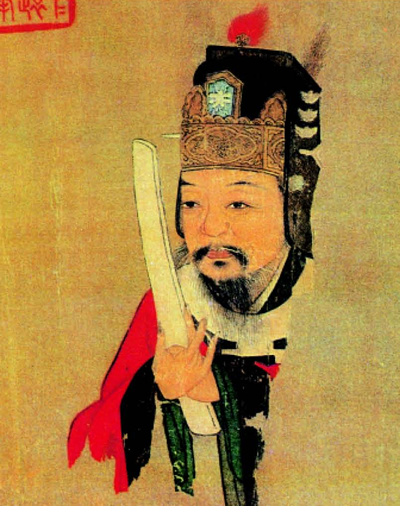
Giappone, XI secolo
Cina, XI secolo
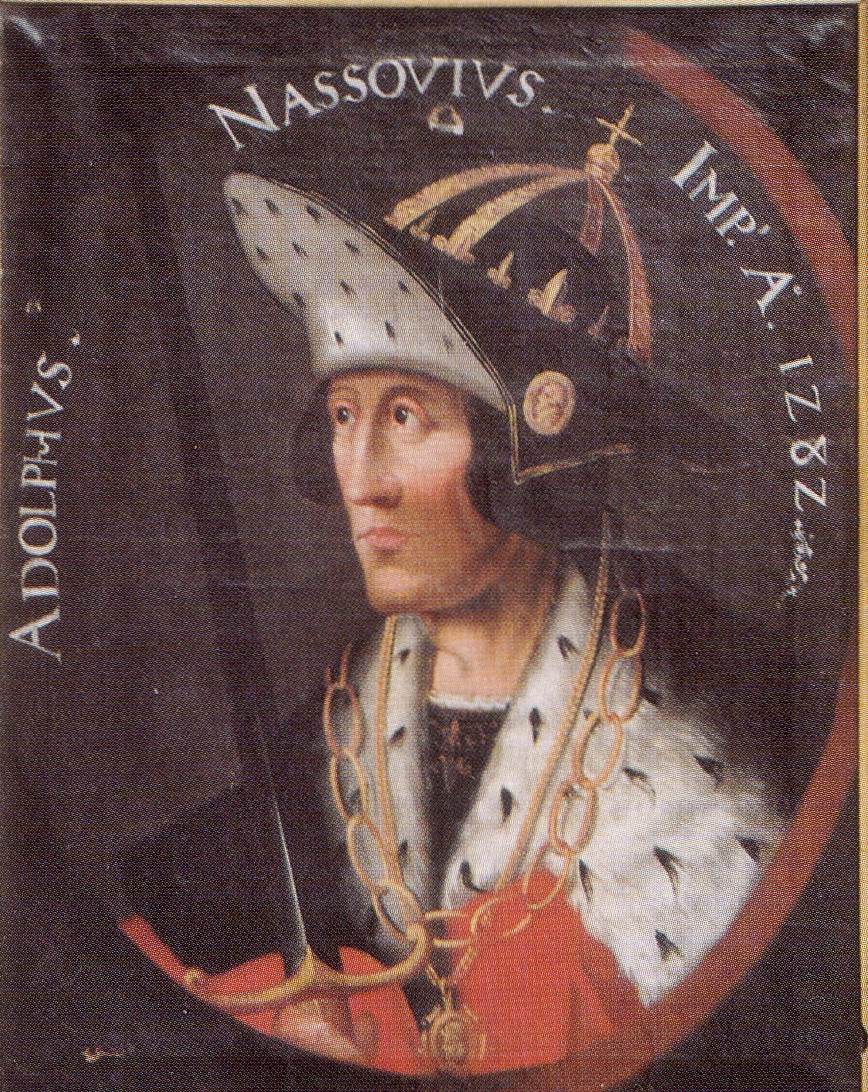
Germania, XIII secolo
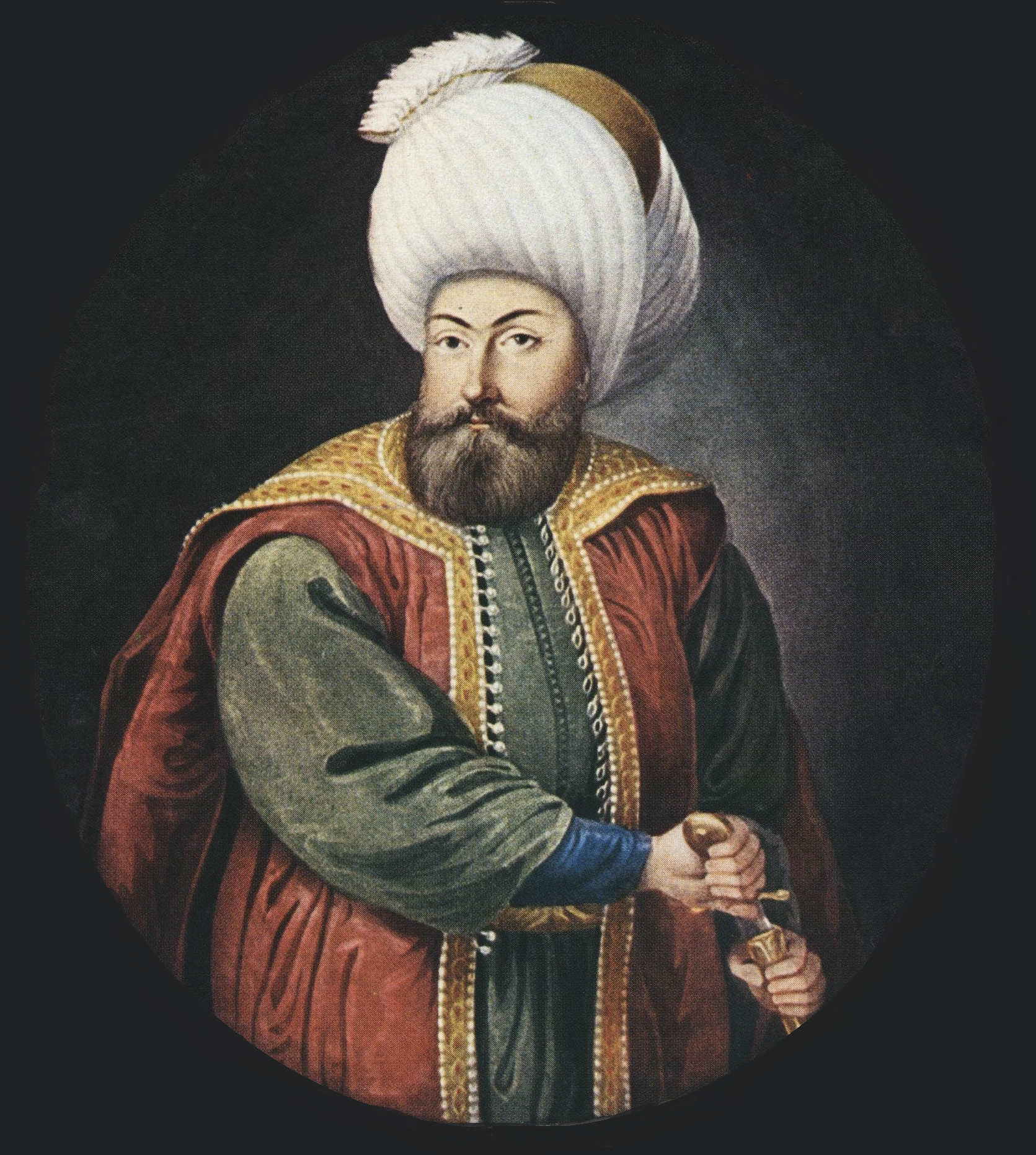
Turchia, XIV secolo

### XV secolo

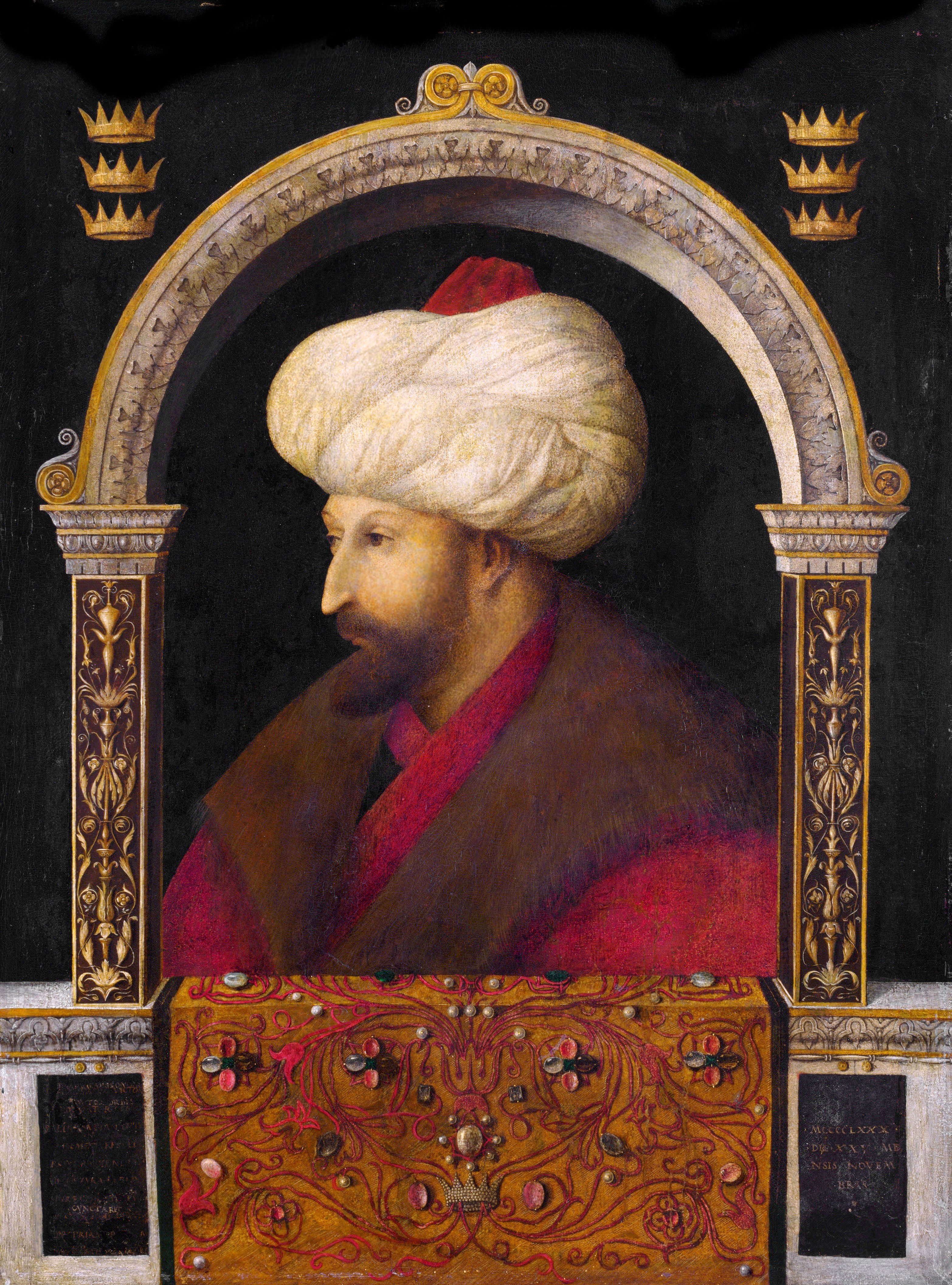
Turchia
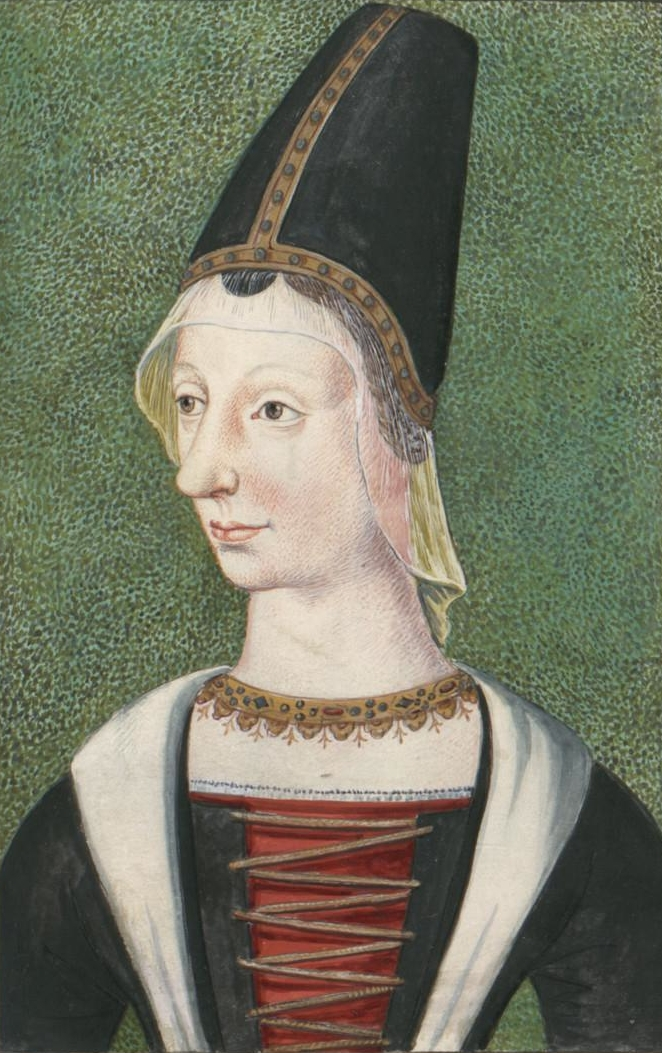
Francia
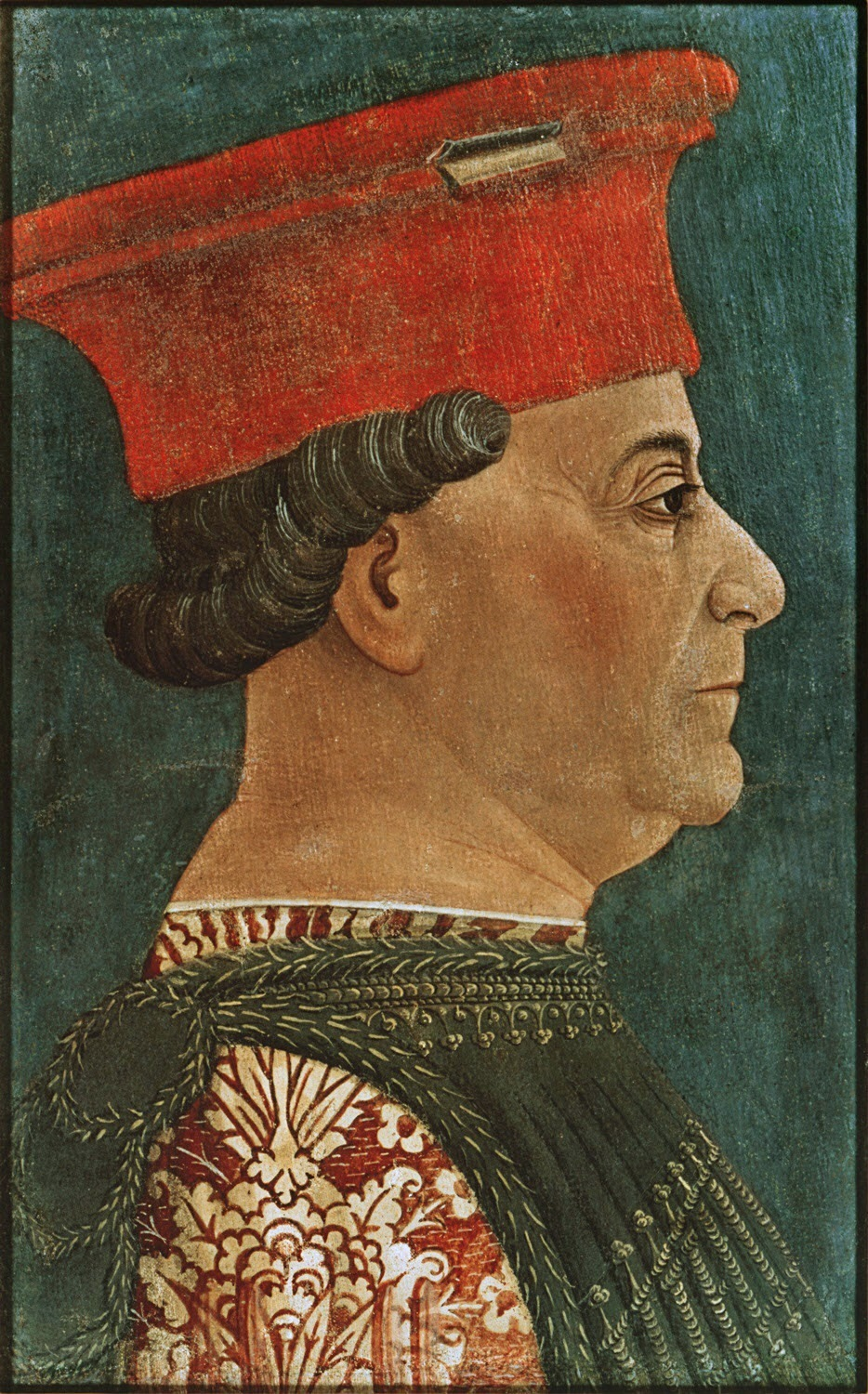
Italia
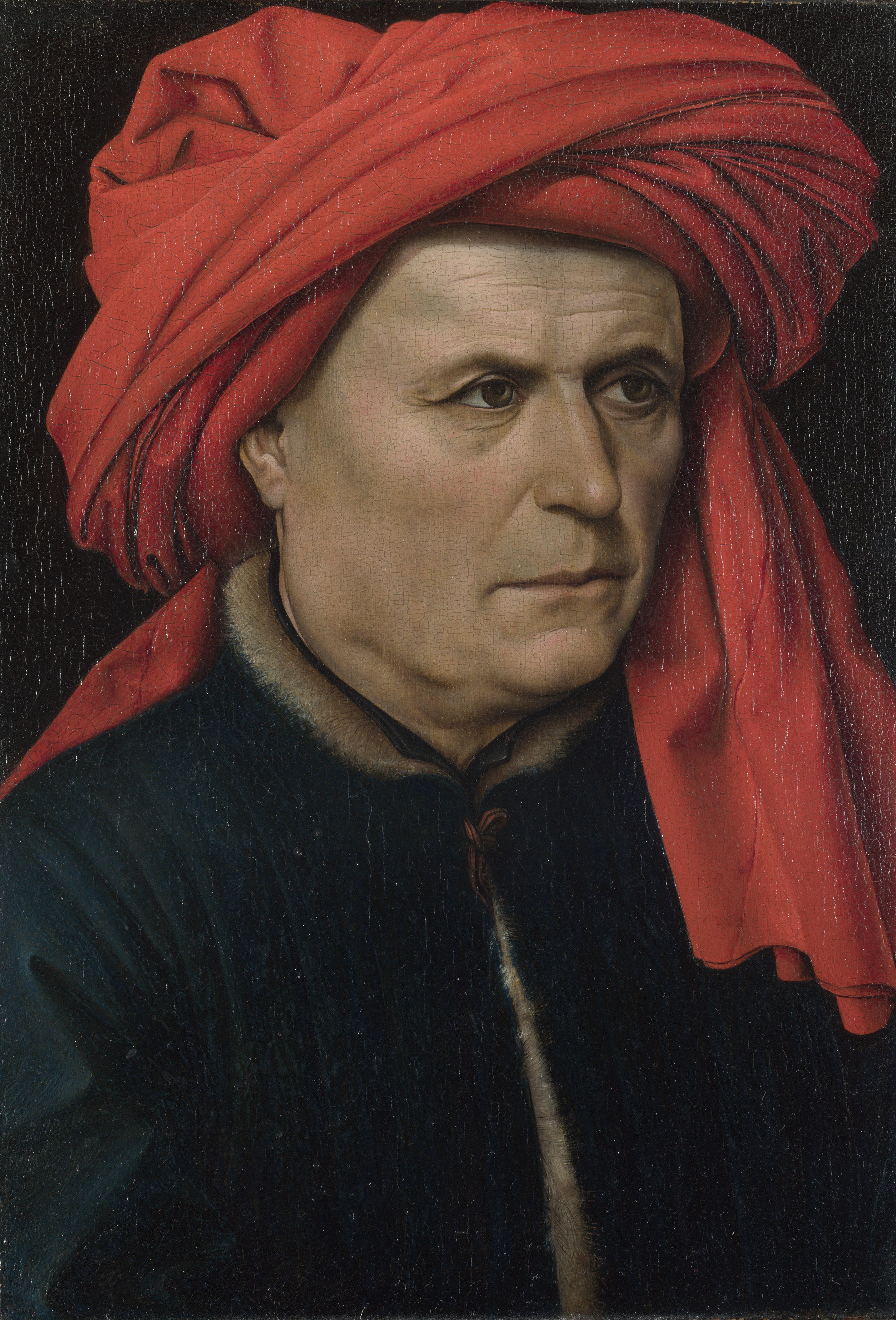
Italia
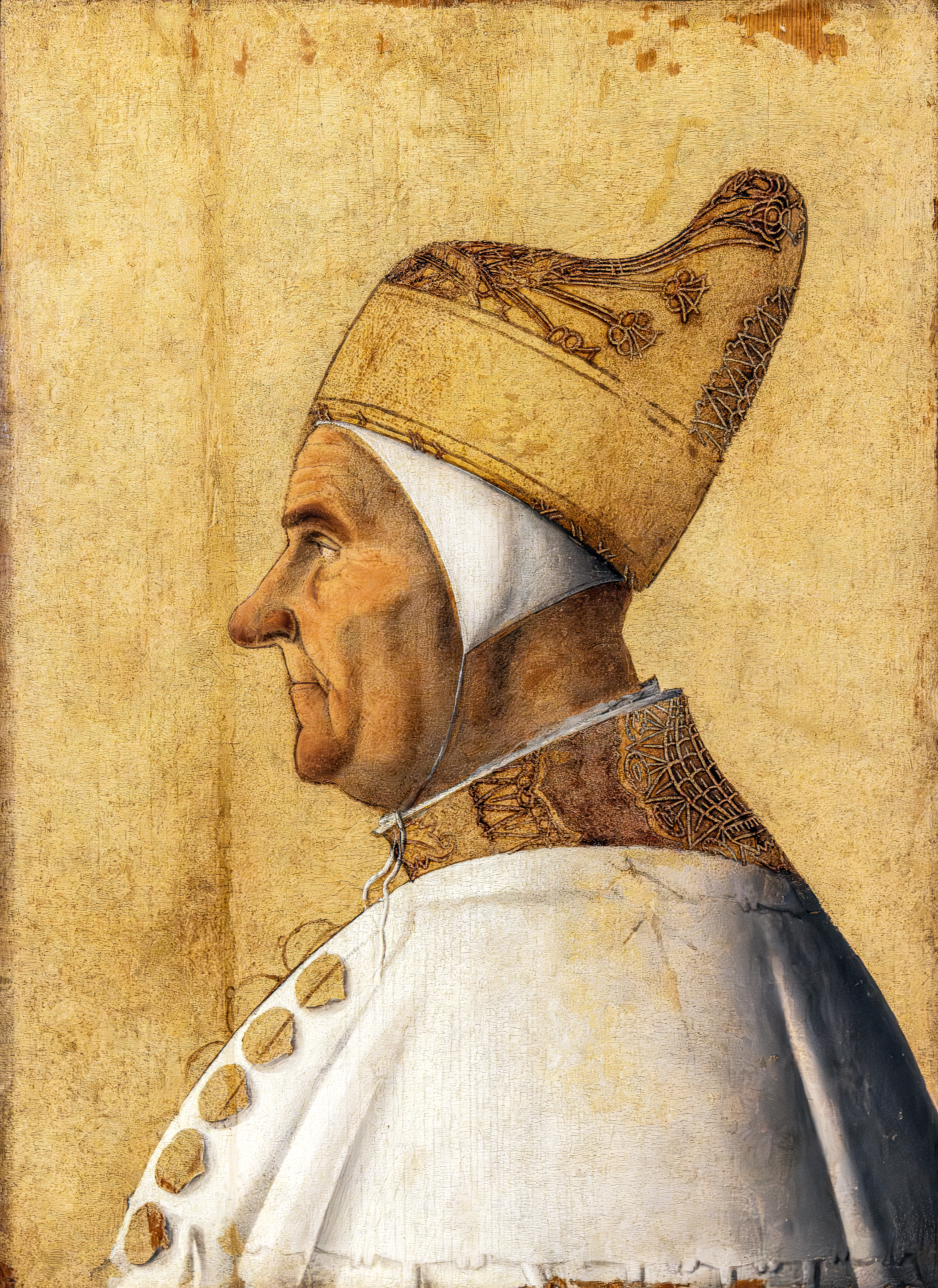
Italia
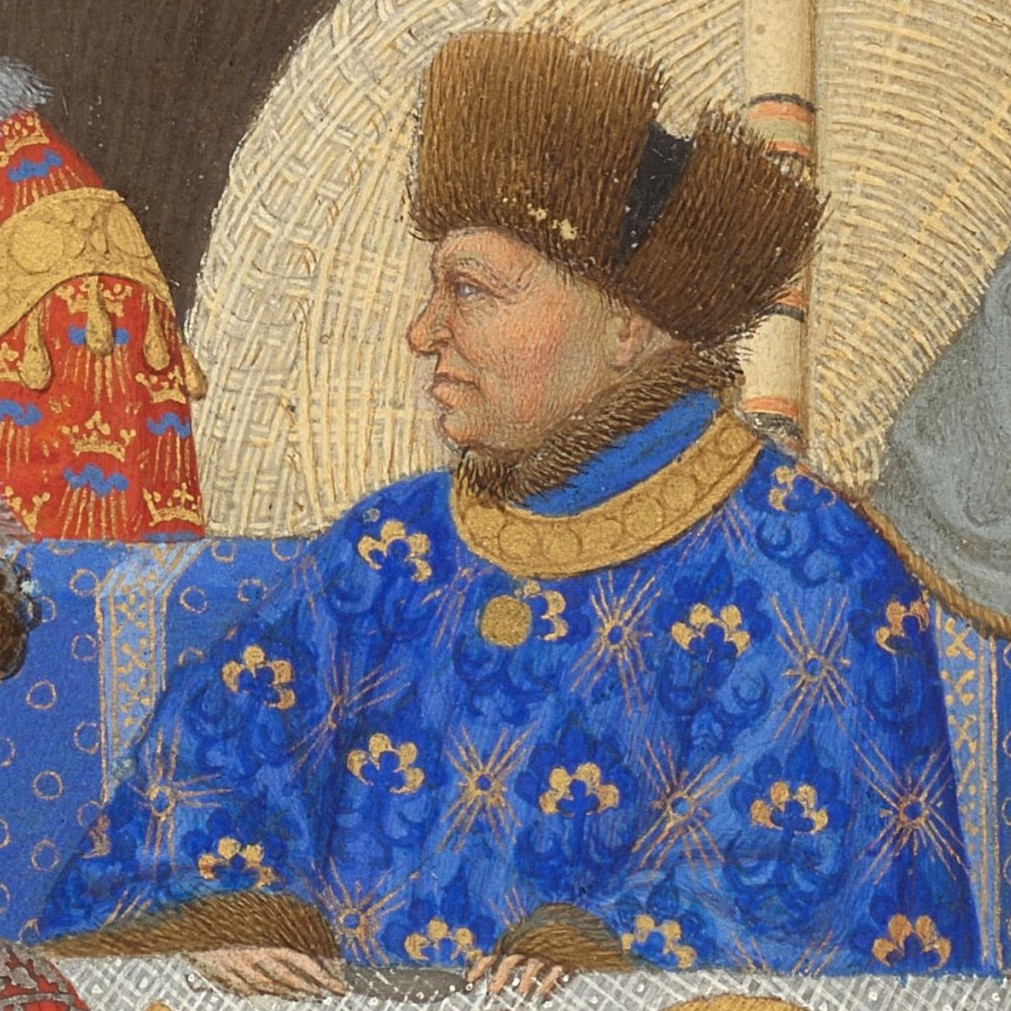
Italia

### XVI secolo

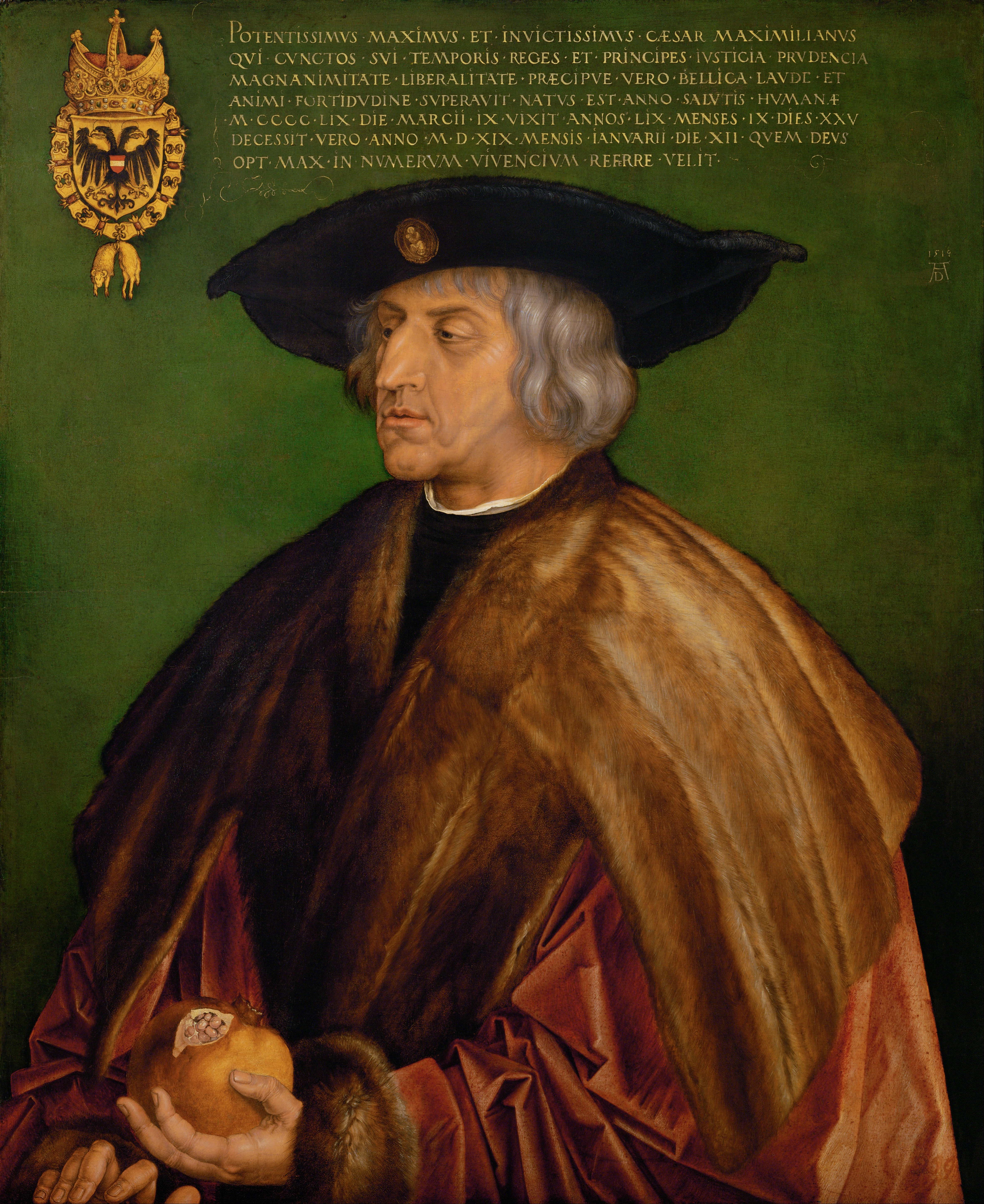
Germania
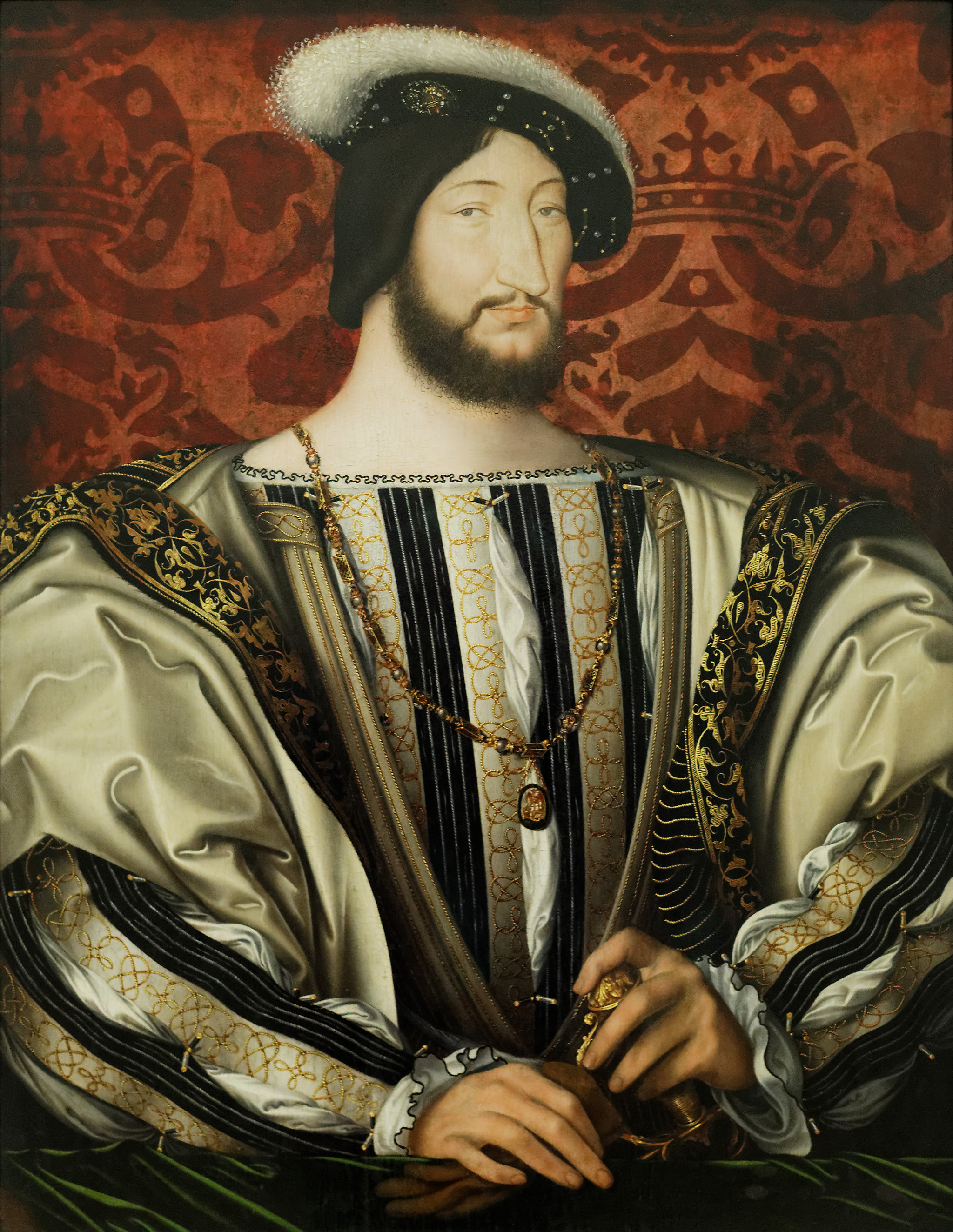
Francia
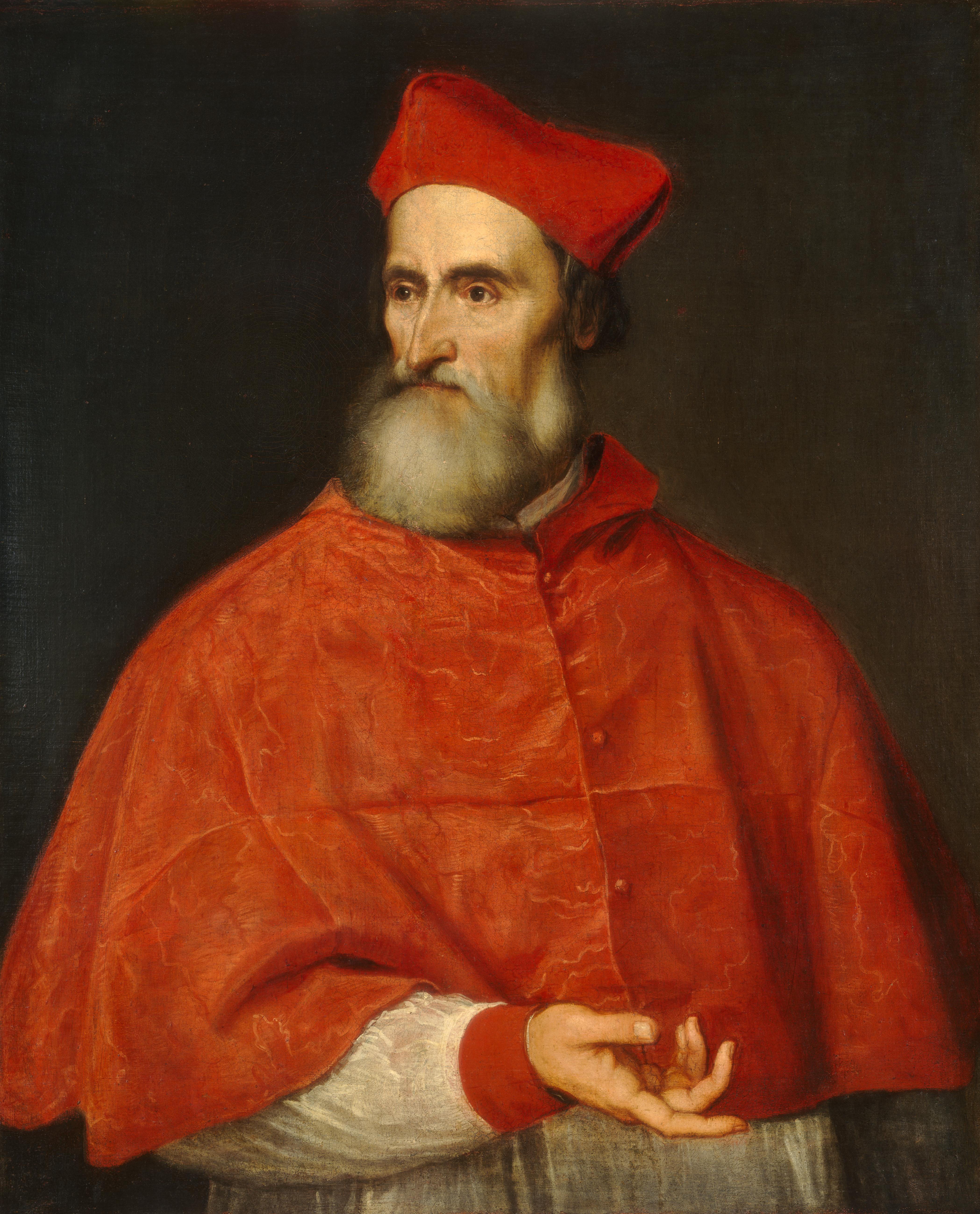
Italia
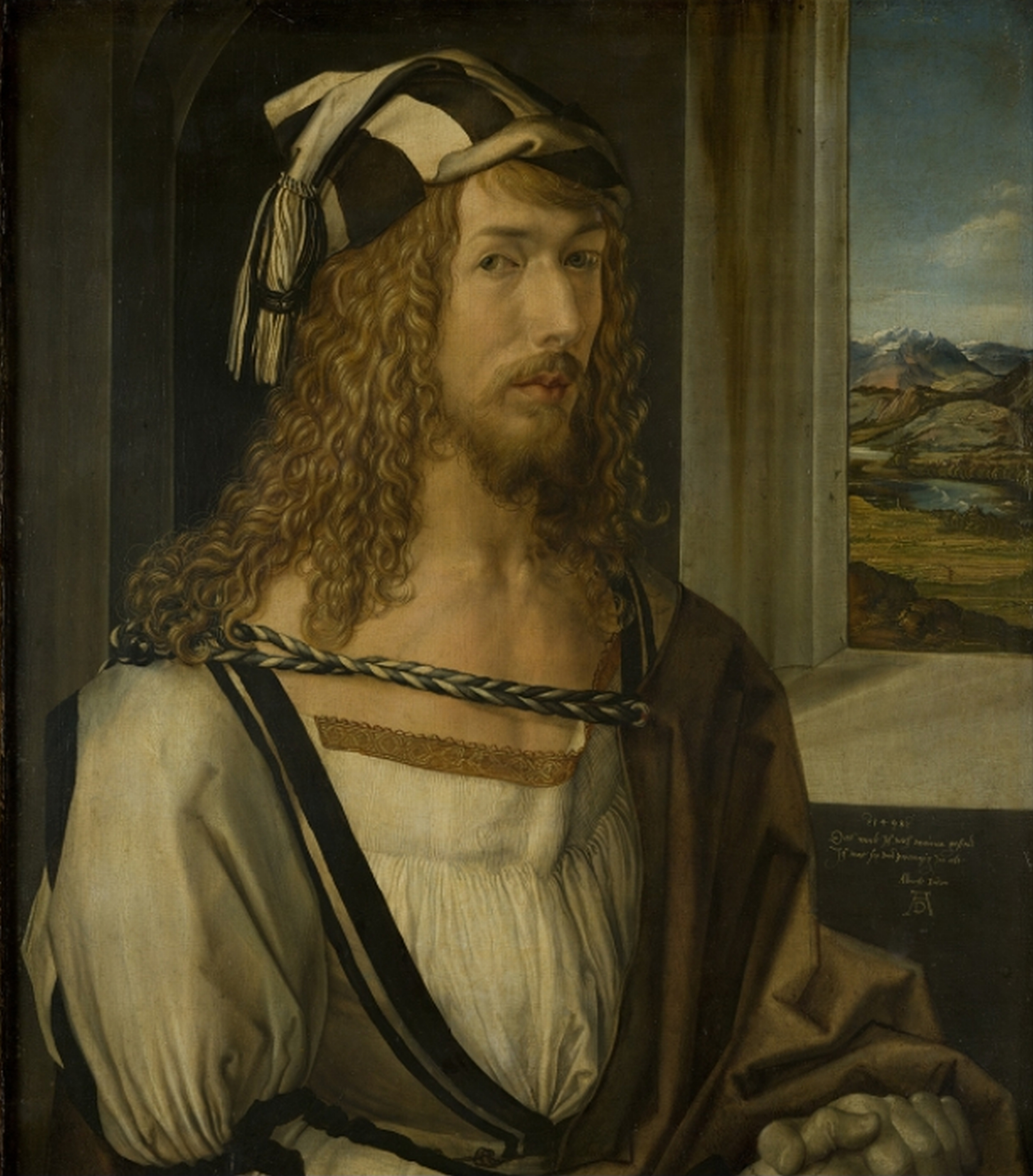
Germania
Italia
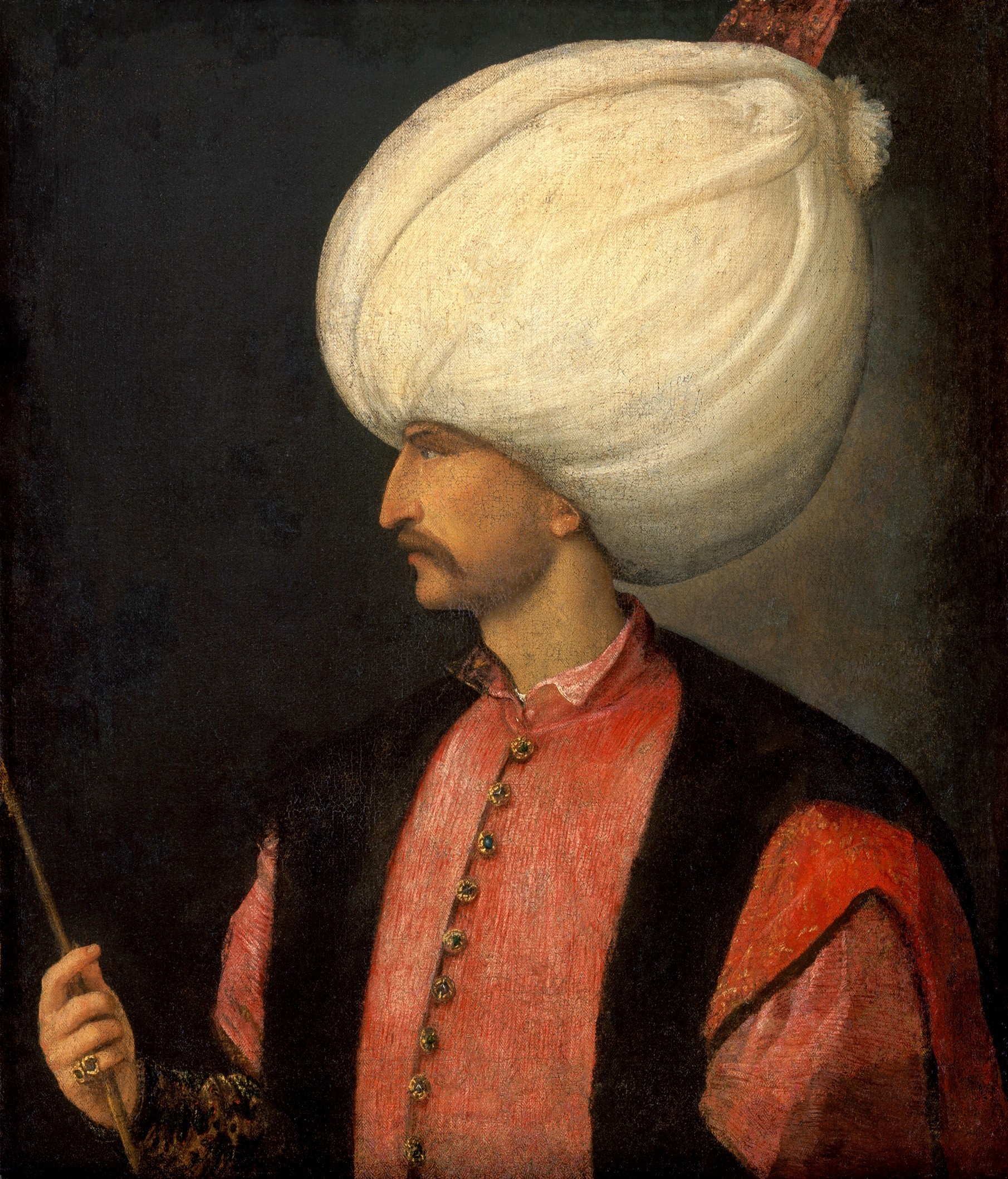
Turchia
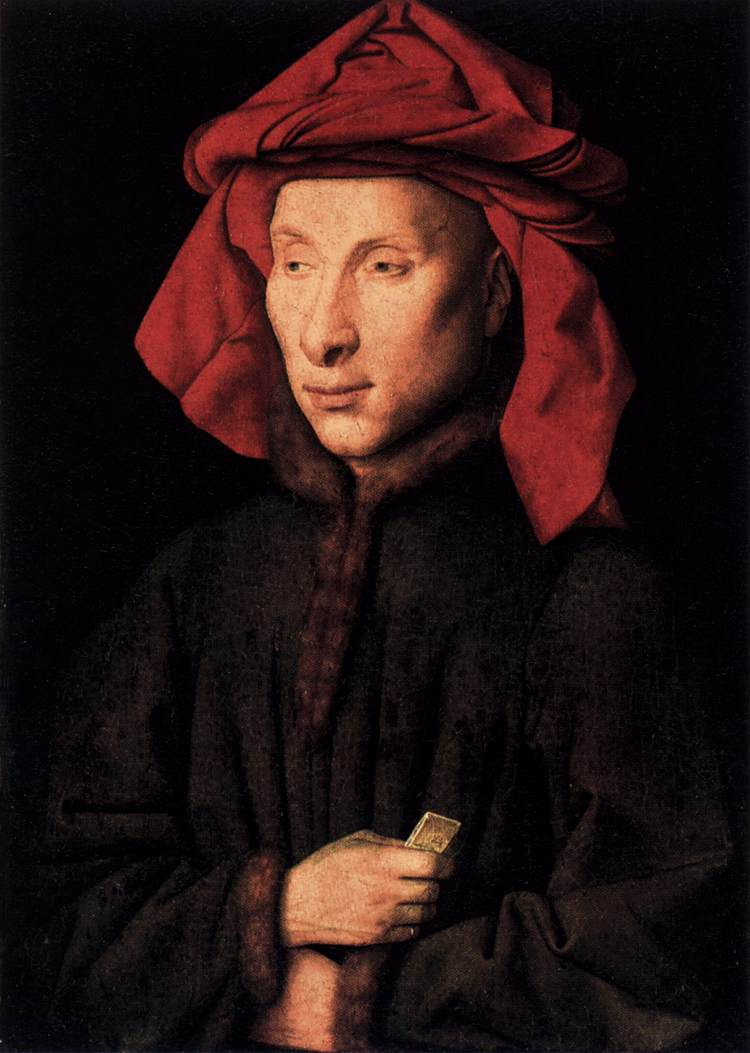
Italia
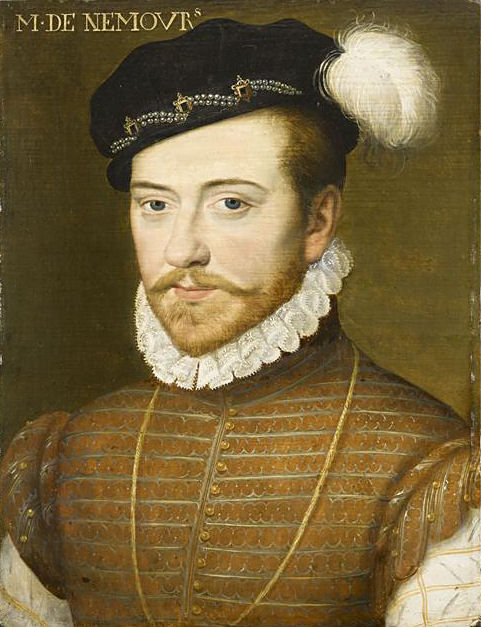
Francia
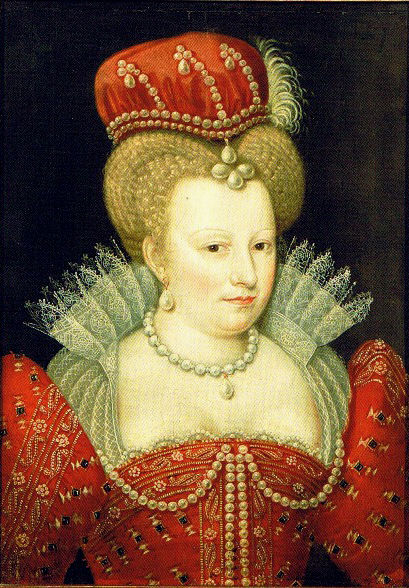
Francia
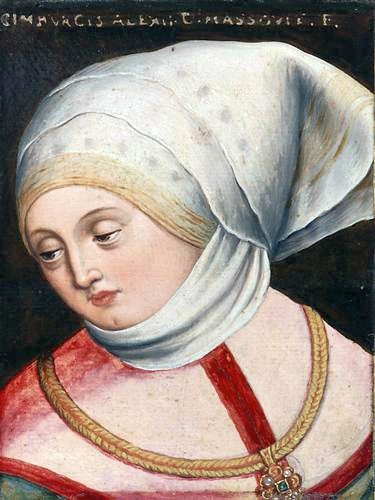
Polonia

### XVII secolo

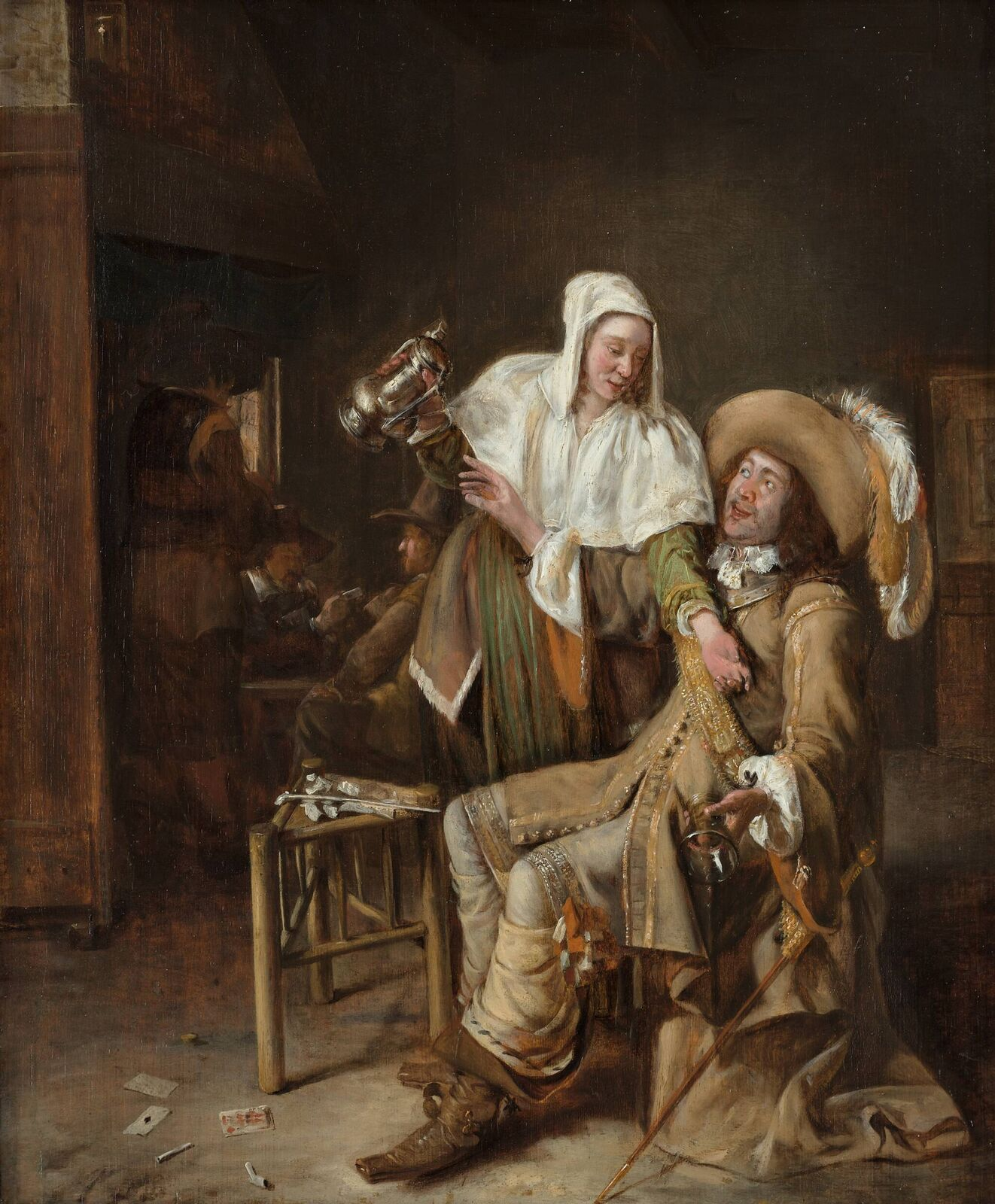
Paesi Bassi
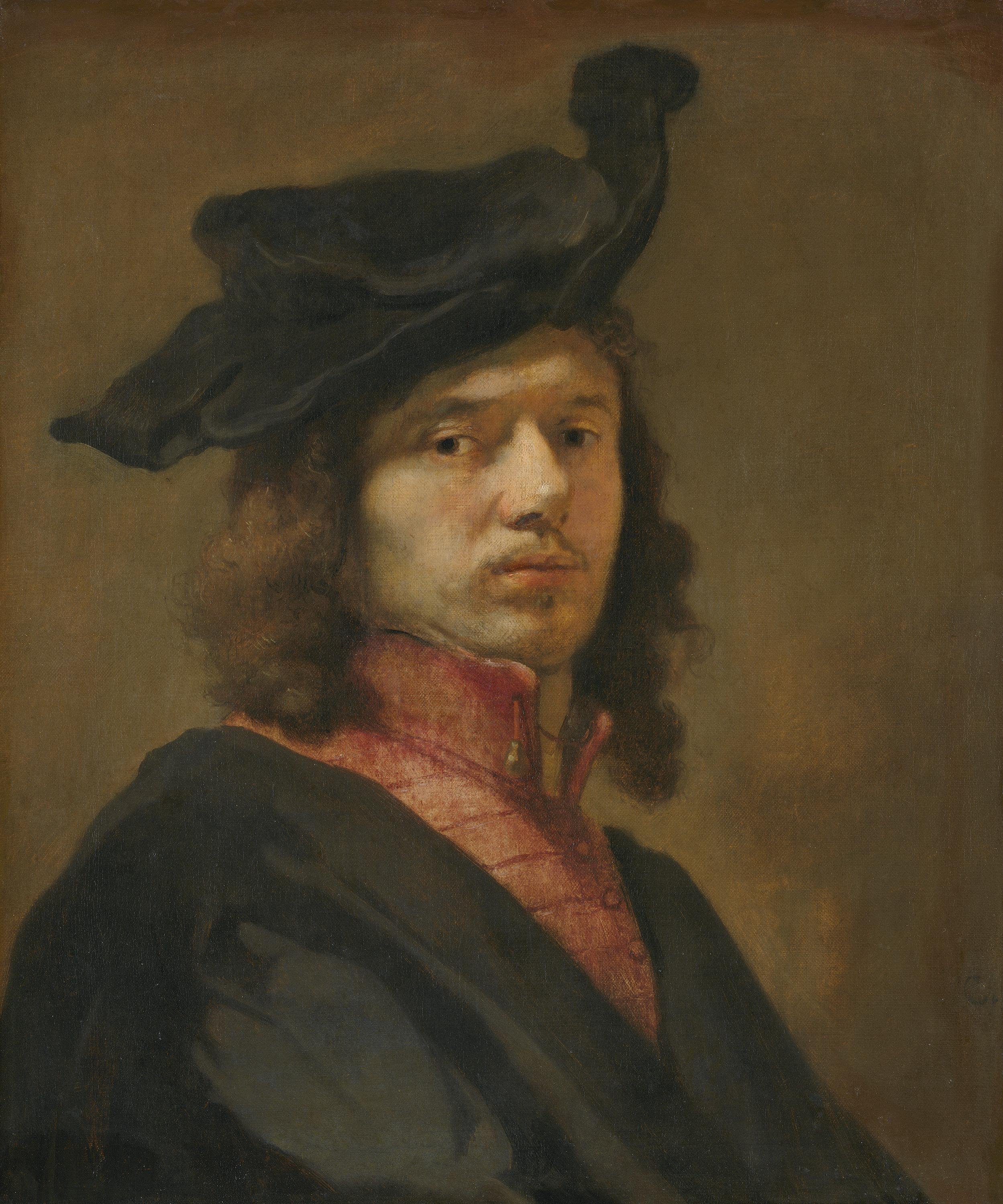
Paesi Bassi
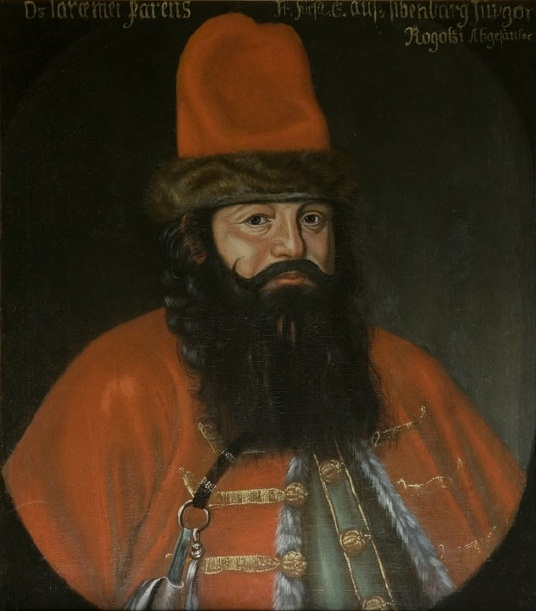
Polonia

### XVIII secolo

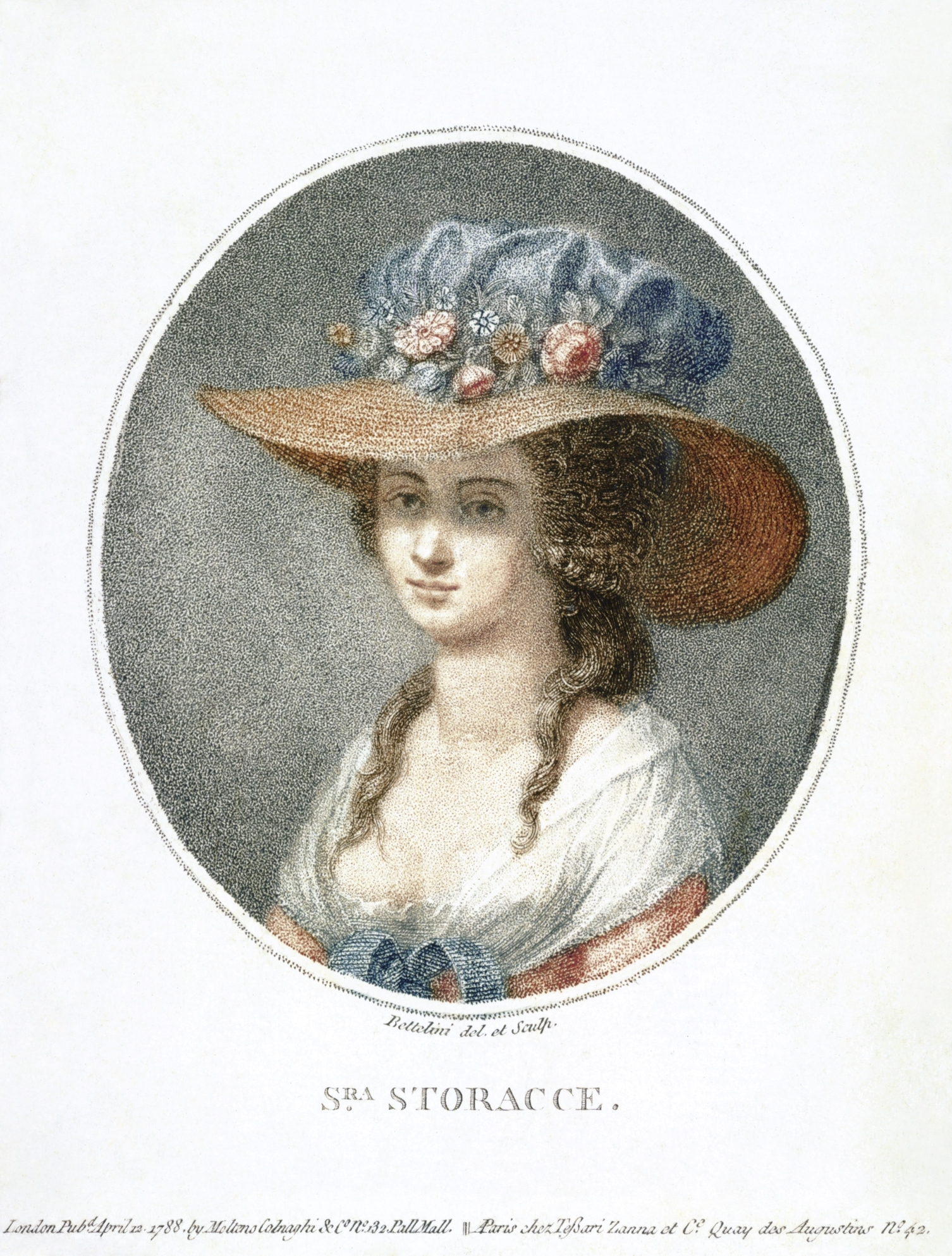
Inghilterra
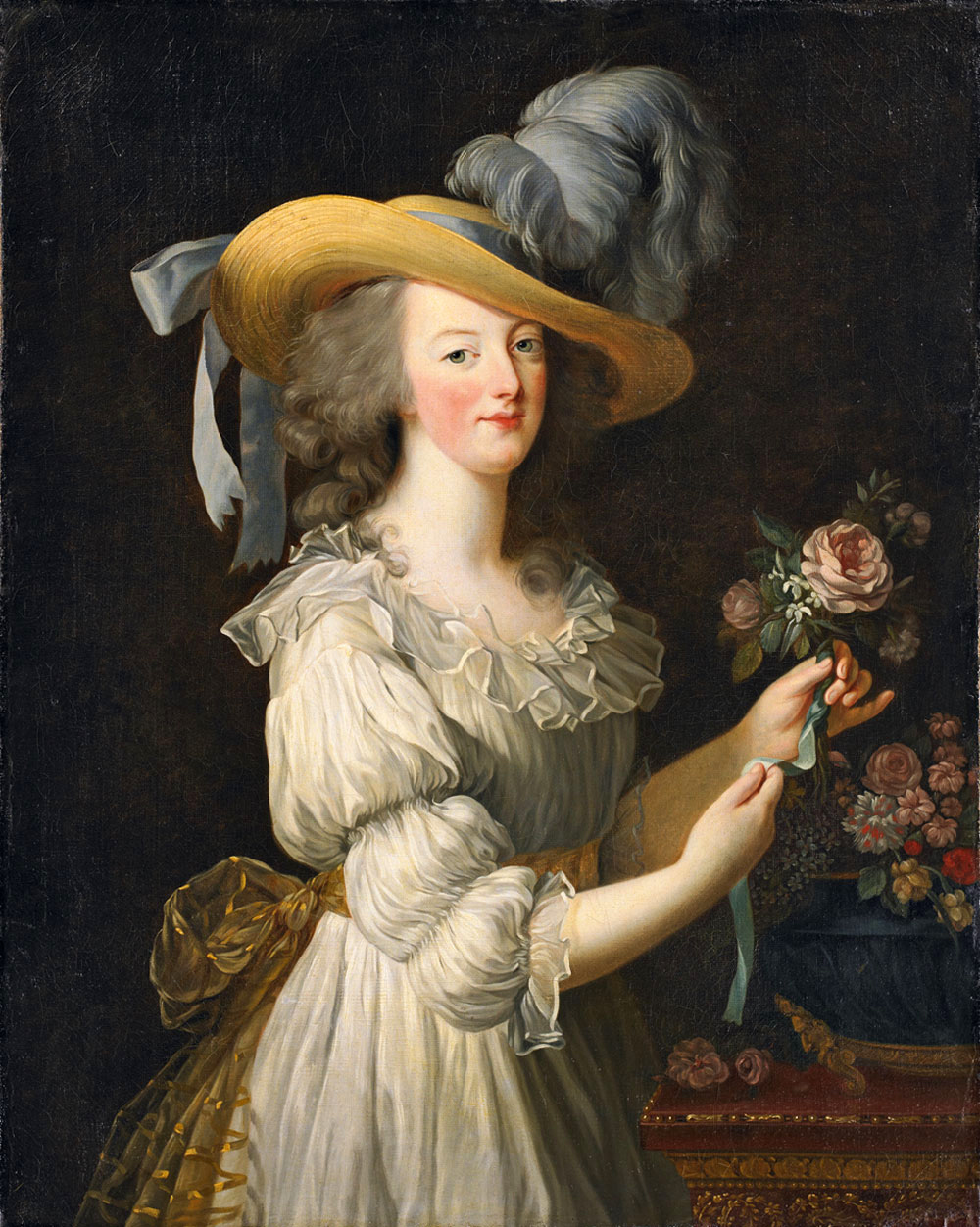
Francia
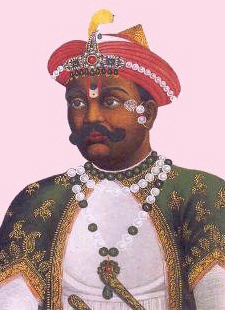
India
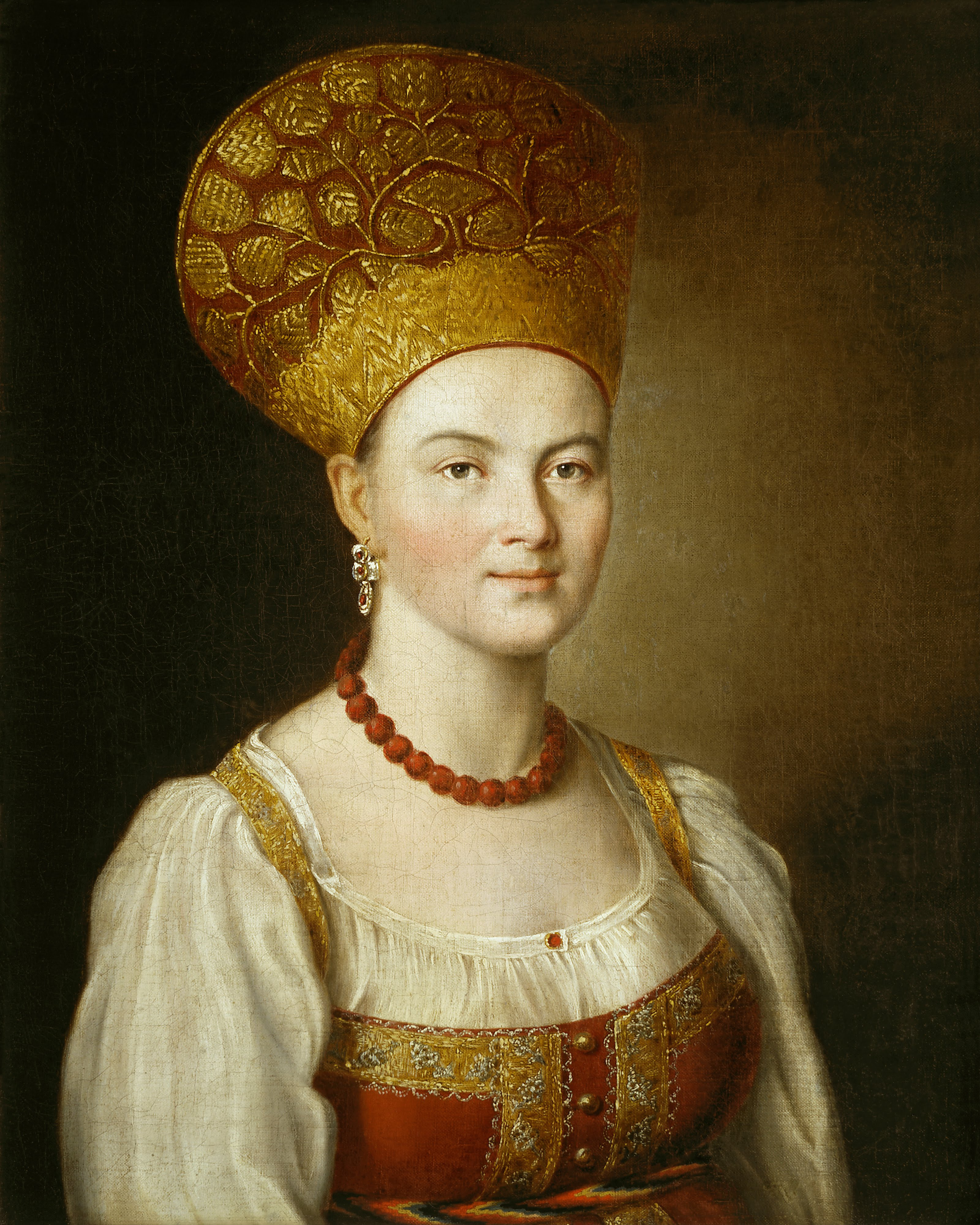
Russia

### XIX secolo

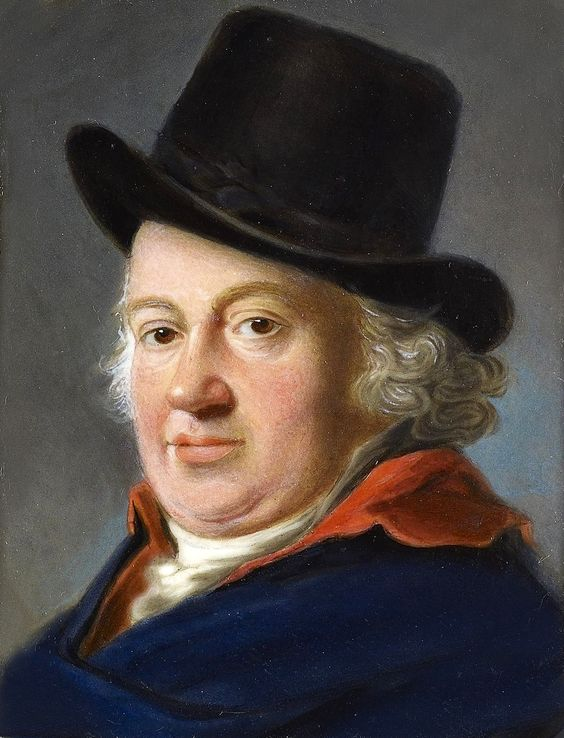
Germania
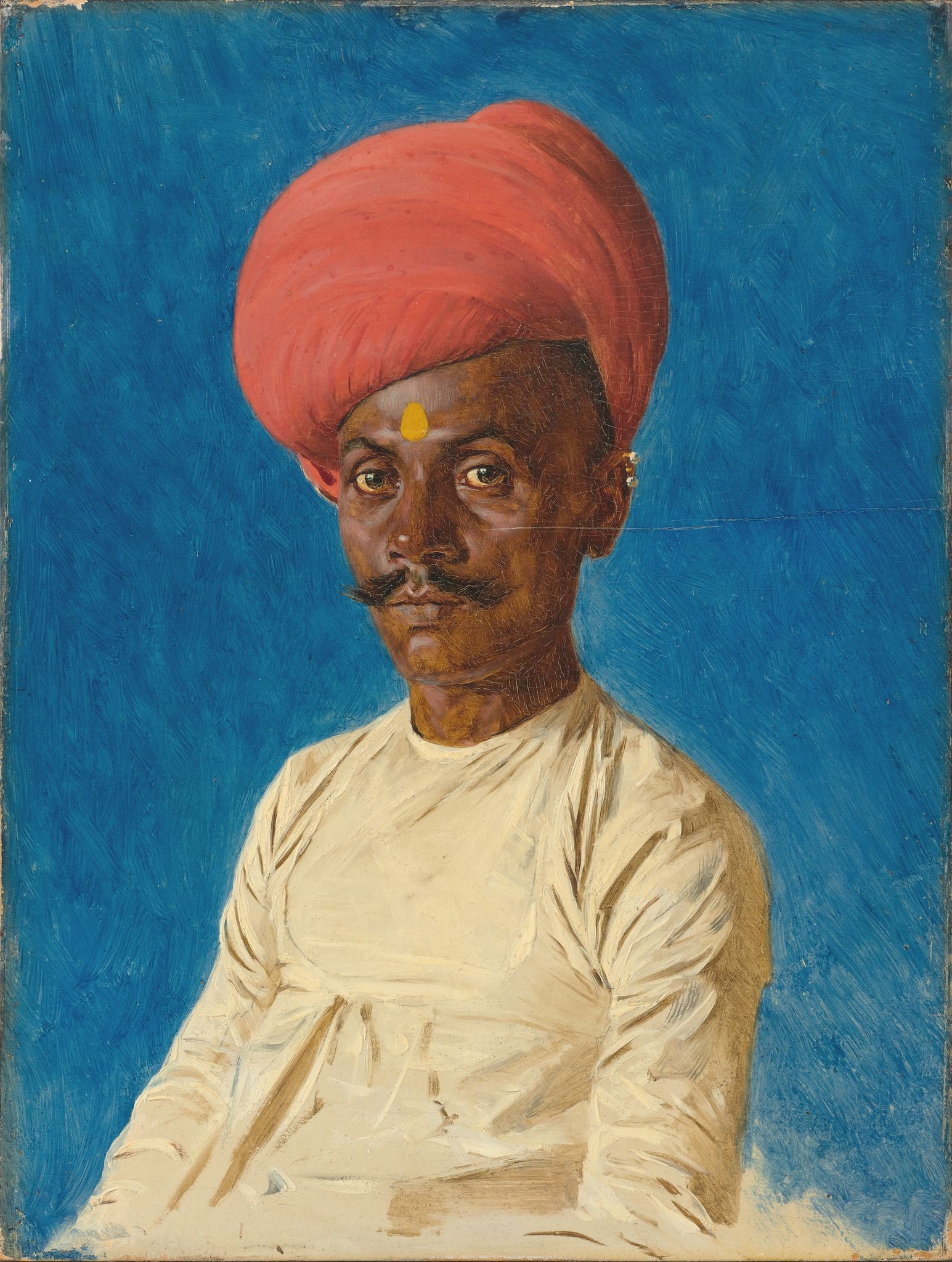
India
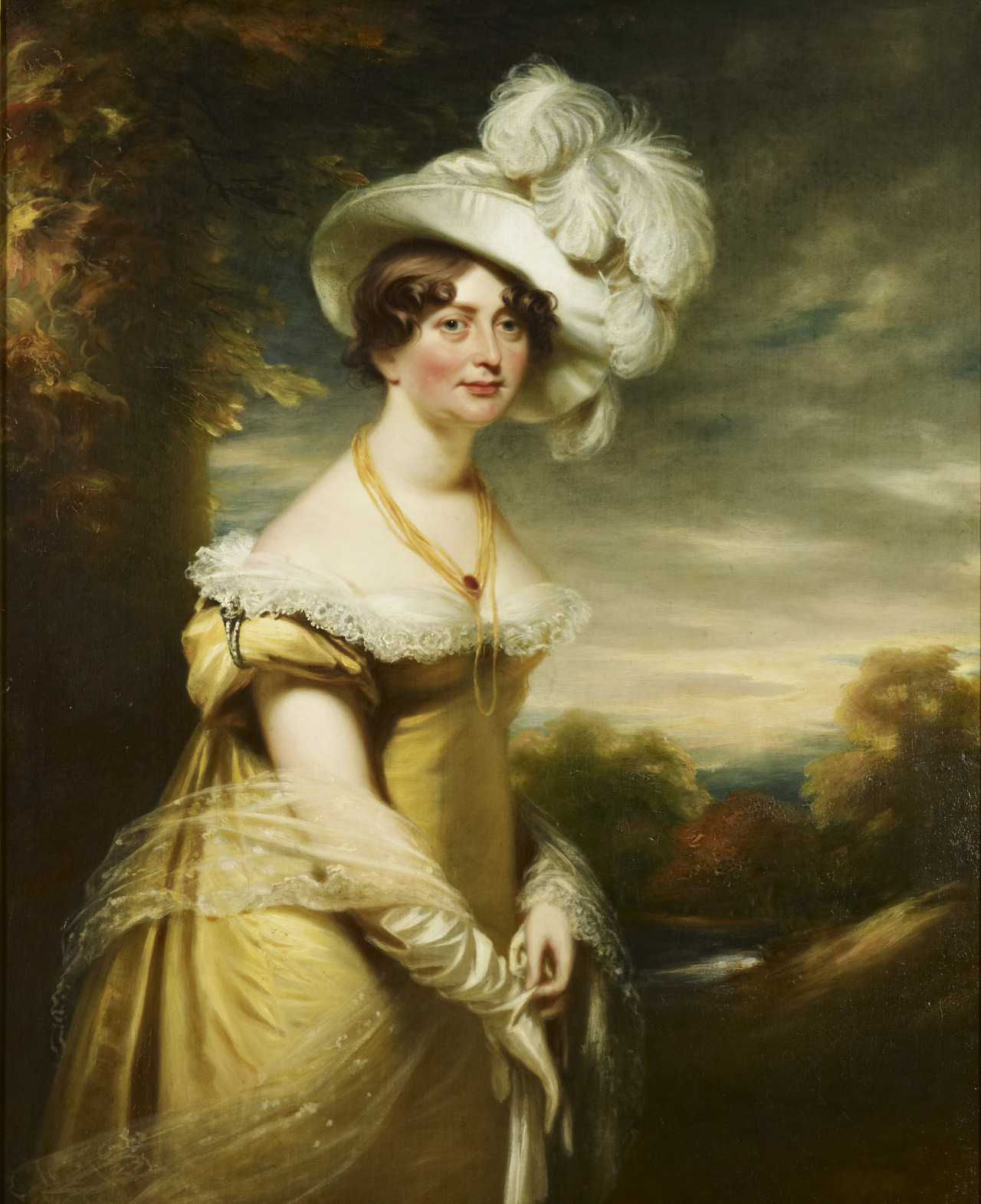
Inghilterra
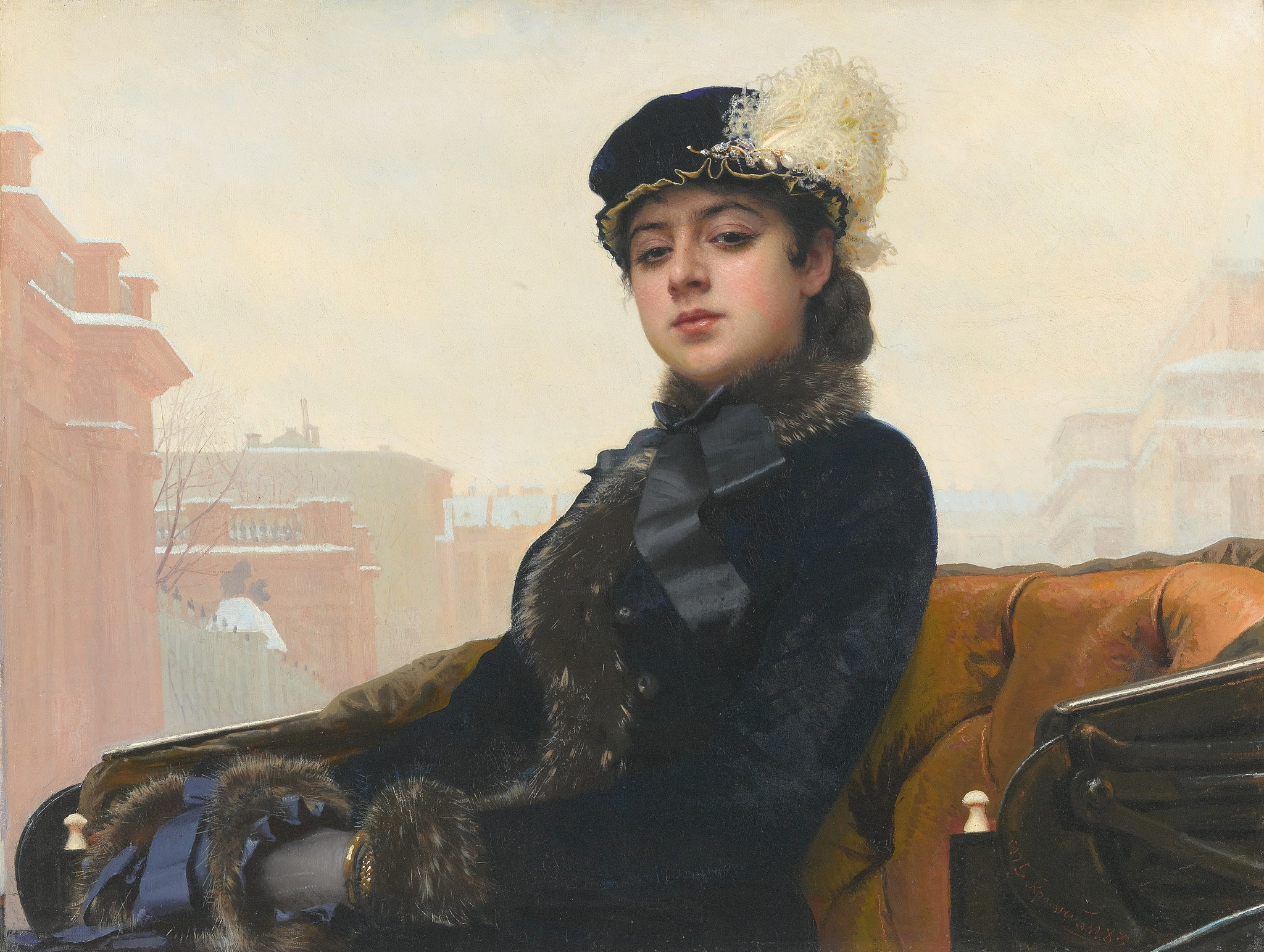
Russia
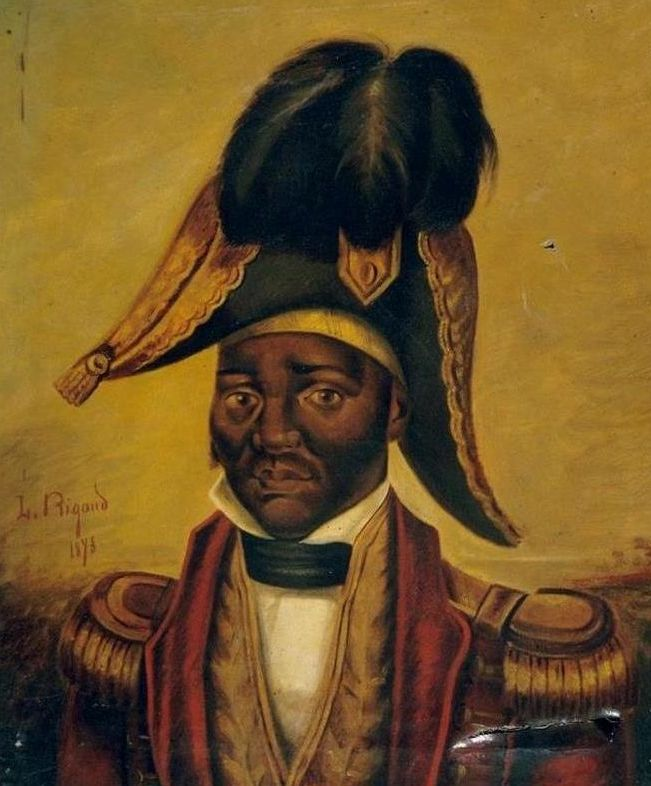
Haiti
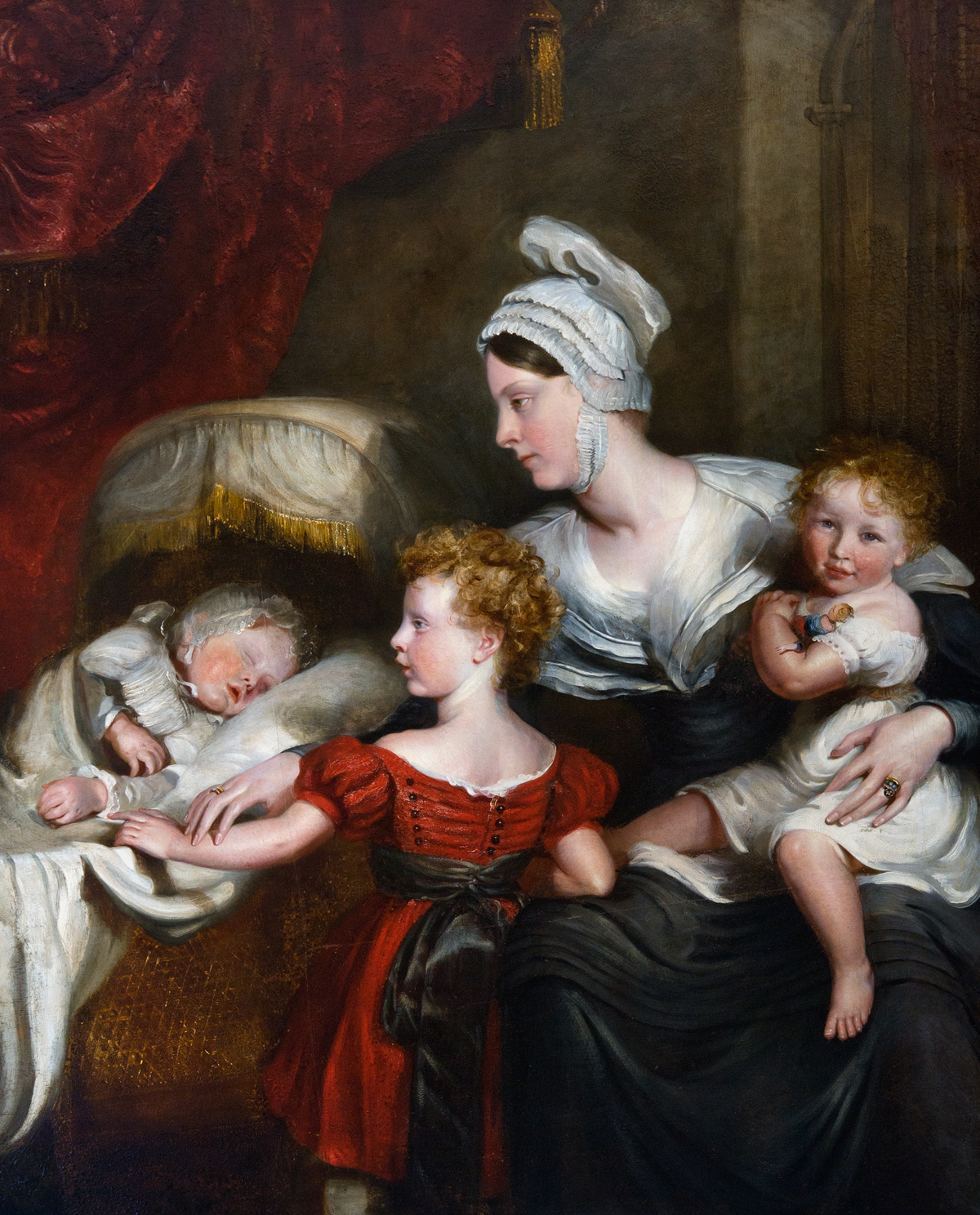
Inghilterra
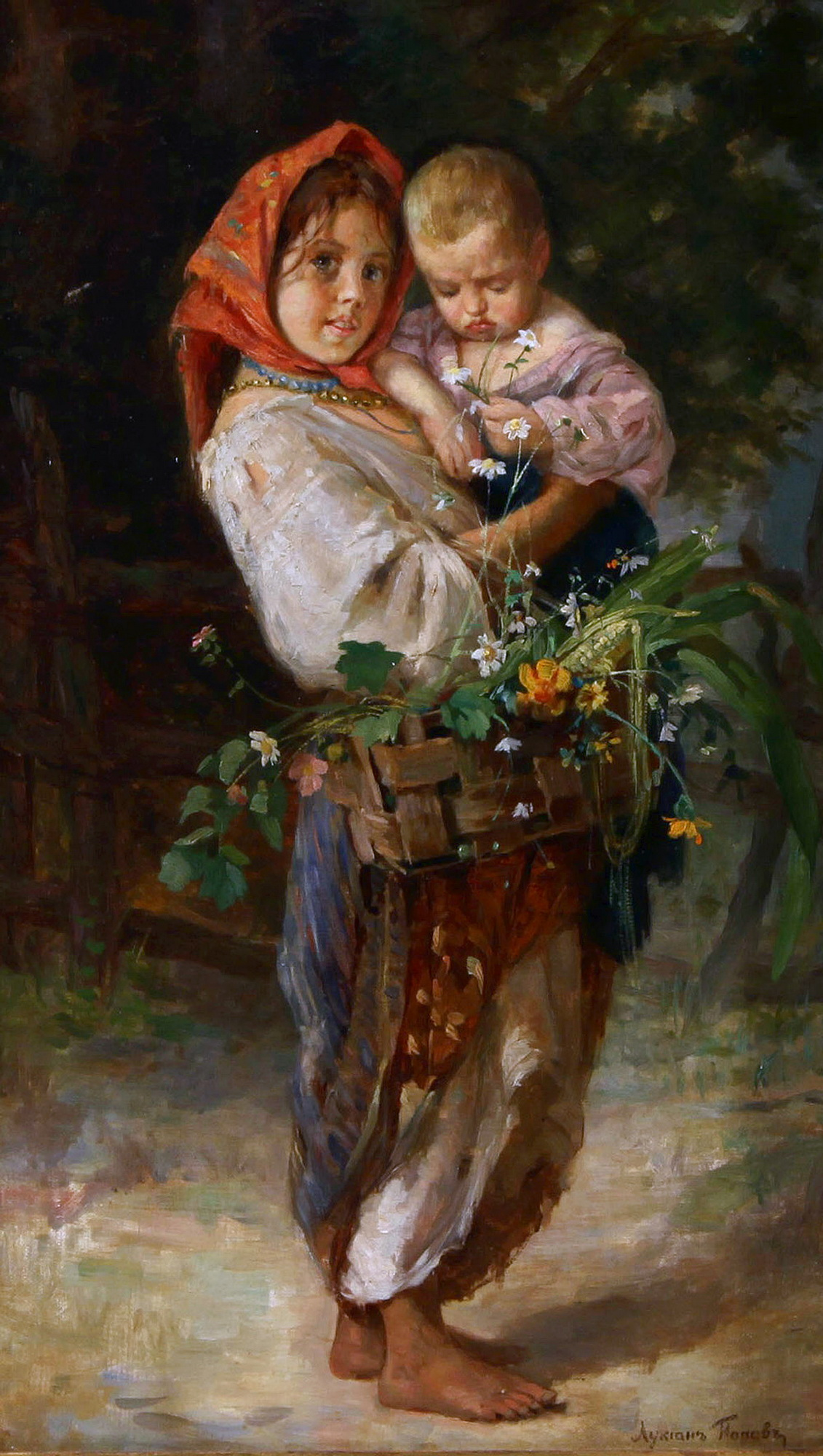
Russia
Francia
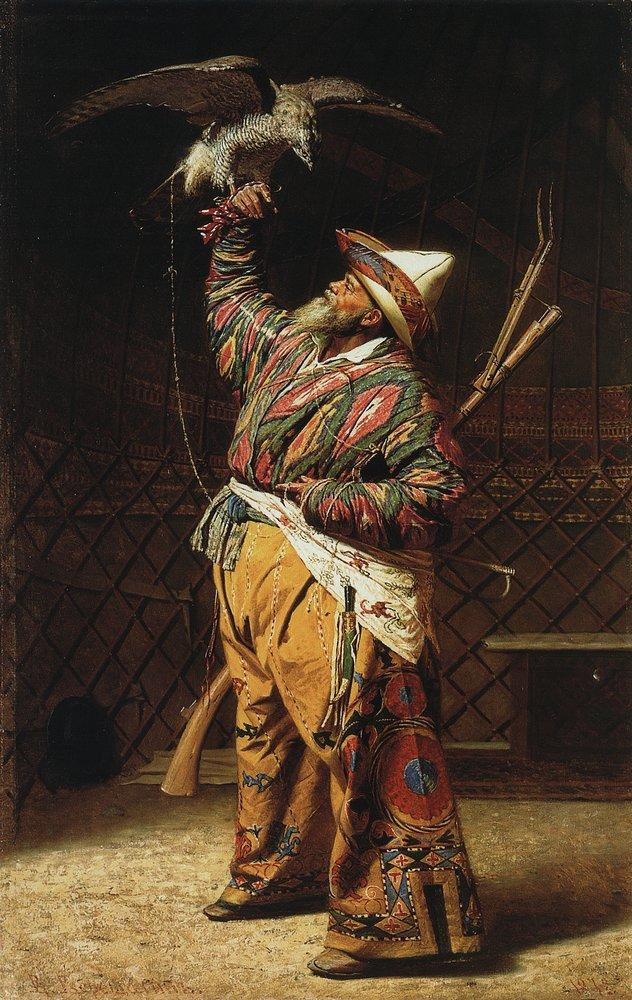
Kirghizistan
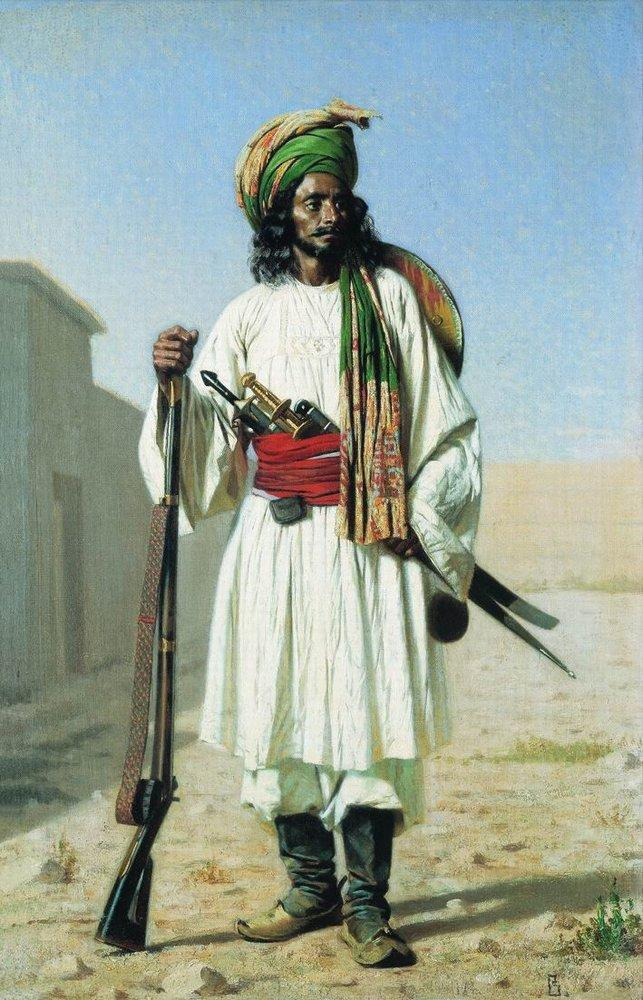
Afghanistan